# Liga dos Campeões da CAF de 2017
A Liga dos Campeões da CAF de 2017 foi a 53ª edição da maior competição de clubes da África e a 21ª edição sobre o atual formato de competição. Como campeão, o Wydad Casablanca irá representar a África na Copa do Mundo de Clubes da FIFA de 2017.
A partir desta edição, a fase de grupos foi ampliada de oito para 16 equipes, divididas em quatro grupos de quatro equipes cada.

## Alocação das vagas
Todos os 56 membros da CAF podem entrar na Liga dos Campeões da CAF, com os 12 melhores ranqueados de acordo com o Ranking de 5 anos da CAF podendo inscrever duas equipes na competição. O campeão da edição da passada da competição também tem direito a uma vaga.
Para a edição de 2017, a CAF usa o ranking entre 2011 e 2015, que calcula pontos para cada associação participante com base na performance dos clubes através destes 5 anos na Liga dos Campeões da CAF e na Copa das Confederações da CAF. Os critérios para os pontos são os seguintes:
|                                  | Liga dos Campeões da CAF | Copa das Confederações da CAF |
| -------------------------------- | ------------------------ | ----------------------------- |
| Campeão                          | 5 pontos                 | 4 pontos                      |
| Vice-campeão                     | 4 pontos                 | 3 pontos                      |
| Eliminado na semifinal           | 3 pontos                 | 2 pontos                      |
| Terceiro-lugar na fase de grupos | 2 pontos                 | 1 ponto                       |
| Quarto-lugar na fase de grupos   | 1 ponto                  | 1 ponto                       |

Os pontos são multiplicados por um coeficiente de acordo com o ano do seguinte modo:
- 2015 – 5
- 2014 – 4
- 2013 – 3
- 2012 – 2
- 2011 – 1

## Equipes classificadas
As seguintes 55 equipes de 43 associações entraram na competição.
- Equipes em negrito se classificaram diretamente para a segunda pré-eliminatória.

As associações abaixo são mostradas de acordo com o seu ranking entre 2011 e 2015.
| Associação                                                        | Equipe                                                            | Classificação                                                                              |
| Associações elegíveis para entrar com duas equipes (Ranking 1–12) | Associações elegíveis para entrar com duas equipes (Ranking 1–12) | Associações elegíveis para entrar com duas equipes (Ranking 1–12)                          |
| ----------------------------------------------------------------- | ----------------------------------------------------------------- | ------------------------------------------------------------------------------------------ |
| Tunísia (1º – 100 pts)                                            | Étoile du Sahel                                                   | Campeão – Campeonato Tunisiano de Futebol de 2015–16                                       |
| Tunísia (1º – 100 pts)                                            | Espérance de Tunis                                                | Vice-campeão – Campeonato Tunisiano de Futebol de 2015–16                                  |
| Egito (2º – 80 pts)                                               | Al-Ahly                                                           | Campeão – Campeonato Egípcio de Futebol de 2015–16                                         |
| Egito (2º – 80 pts)                                               | Zamalek                                                           | Vice-campeão – Campeonato Egípcio de Futebol de 2015–16                                    |
| República Democrática do Congo (3º – 69 pts)                      | TP Mazembe                                                        | Campeão – Campeonato Nacional de Futebol da República Democrática do Congo de 2015–16      |
| República Democrática do Congo (3º – 69 pts)                      | AS Vita Club                                                      | Vice-campeão – Campeonato Nacional de Futebol da República Democrática do Congo de 2015–16 |
| Argélia (4º – 64 pts)                                             | USM Alger                                                         | Campeão – Campeonato Argelino de Futebol de 2015–16                                        |
| Argélia (4º – 64 pts)                                             | JS Saoura                                                         | Vice-campeão – Campeonato Argelino de Futebol de 2015–16                                   |
| Sudão (5º – 51 pts)                                               | Al-Hilal                                                          | Campeão – Campeonato Sudanês de Futebol de 2016                                            |
| Sudão (5º – 51 pts)                                               | Al-Merrikh                                                        | Vice-campeão – Campeonato Sudanês de Futebol de 2016                                       |
| África do Sul (6º – 27 pts)                                       | Mamelodi Sundowns                                                 | Defensor do título (Liga dos Campeões da CAF de 2016) Campeão – Temporada 2015–16 da PSL   |
| África do Sul (6º – 27 pts)                                       | Bidvest Wits                                                      | Vice-campeão – Temporada 2015–16 da PSL                                                    |
| República do Congo (7º – 24 pts)                                  | AC Léopards                                                       | Campeão – Campeonato Congolês de Futebol de 2016                                           |
| República do Congo (7º – 24 pts)                                  | Diables Noirs                                                     | Vice-campeão – Campeonato Congolês de Futebol de 2016                                      |
| Marrocos (7º – 24 pts)                                            | FUS Rabat                                                         | Campeão – Campeonato Marroquino de Futebol de 2015–16                                      |
| Marrocos (7º – 24 pts)                                            | Wydad Casablanca                                                  | Vice-campeão – Campeonato Marroquino de Futebol de 2015–16                                 |
| Costa do Marfim (9º – 23 pts)                                     | AS Tanda                                                          | Campeão – Campeonato Marfinense de Futebol de 2015–16                                      |
| Costa do Marfim (9º – 23 pts)                                     | Séwé Sport                                                        | Vice-campeão – Campeonato Marfinense de Futebol de 2015–16                                 |
| Mali (9º – 23 pts)                                                | Stade Malien                                                      | Campeão – Campeonato Malinês de Futebol de 2015–16                                         |
| Mali (9º – 23 pts)                                                | AS Real Bamako                                                    | Vice-campeão – Campeonato Malinês de Futebol de 2015–16                                    |
| Camarões (11º – 19 pts)                                           | UMS de Loum                                                       | Campeão – Campeonato Camaronês de Futebol de 2016                                          |
| Camarões (11º – 19 pts)                                           | Coton Sport                                                       | Vice-campeão – Campeonato Camaronês de Futebol de 2016                                     |
| Nigéria (12º – 12 pts)                                            | Enugu Rangers                                                     | Campeão – Campeonato Nigeriano de Futebol de 2016                                          |
| Nigéria (12º – 12 pts)                                            | Rivers United                                                     | Vice-campeão – Campeonato Nigeriano de Futebol de 2016                                     |
| Associações elegíveis para entrar com uma equipe.                 |                                                                   |                                                                                            |
| Angola (1º – 7 pts)                                               | 1º de Agosto                                                      | Campeão – Girabola de 2016                                                                 |
| Gana (14º – 4 pts)                                                | Wa All Stars                                                      | Campeão – Campeonato Ganês de Futebol de 2016                                              |
| Líbia (14º – 4 pts)                                               | Al-Ahli Trípoli                                                   | Campeão – Campeonato Líbio de Futebol de 2016                                              |
| Zâmbia (14º – 4 pts)                                              | Zanaco                                                            | Campeão – Campeonato Zambiano de Futebol de 2016                                           |
| Etiópia (17º – 3 pts)                                             | Saint George                                                      | Campeão – Campeonato Etíope de Futebol de 2015–16                                          |
| Botswana                                                          | Township Rollers                                                  | Campeão – Campeonato Botsuano de Futebol de 2015–16                                        |
| Burquina Fasso                                                    | Rail Club du Kadiogo                                              | Campeão – Campeonato Burquinense de Futebol de 2015–16                                     |
| Burundi                                                           | Vital'O                                                           | Campeão – Campeonato Burundiano de Futebol de 2015–16                                      |
| Comores                                                           | Ngaya Club                                                        | Campeão – Campeonato Comorense de Futebol de 2016                                          |
| Guiné Equatorial                                                  | Sony Elá Nguema                                                   | Campeão – Campeonato Guinéu-Equatoriano de Futebol de 2016                                 |
| Gabão                                                             | CF Mounana                                                        | Campeão – Campeonato Gabonês de Futebol de 2015–16                                         |
| Gâmbia                                                            | Gambia Ports Authority                                            | Campeão – Campeonato Gambiano de Futebol de 2015–16                                        |
| Guiné                                                             | Horoya                                                            | Campeão – Campeonato Guineano de Futebol de 2015–16                                        |
| Quênia                                                            | Tusker                                                            | Campeão – Campeonato Queniano de Futebol de 2016                                           |
| Lesoto                                                            | Lioli                                                             | Campeão – Campeonato Lesoto de Futebol de 2015–16                                          |
| Libéria                                                           | Barrack Young Controllers                                         | Campeão – Campeonato Liberiano de Futebol de 2016                                          |
| Madagáscar                                                        | CNaPS Sport                                                       | Campeão – Campeonato Malgaxe de Futebol de 2016                                            |
| Ilhas Maurícias                                                   | AS Port-Louis 2000                                                | Campeão – Campeonato Mauriciano de Futebol de 2015-16                                      |
| Moçambique                                                        | Ferroviário Beira                                                 | Campeão – Moçambola de 2016                                                                |
| Níger                                                             | AS FAN                                                            | Campeão – Campeonato Nigerino de Futebol de 2015–16                                        |
| Reunião                                                           | Saint-Louisienne                                                  | Vice-campeão – Campeonato Reunionense de Futebol de 2015                                   |
| Ruanda                                                            | APR                                                               | Campeão – Campeonato Ruandês de Futebol de 2015–16                                         |
| Senegal                                                           | US Gorée                                                          | Campeão – Campeonato Senegalês de Futebol de 2015–16                                       |
| Seicheles                                                         | Côte d'Or                                                         | Campeão – Campeonato Seichelense de Futebol de 2016                                        |
| Serra Leoa                                                        | Johansen                                                          | Campeão – Copa de Serra Leoa de Futebol de 2016                                            |
| Sudão do Sul                                                      | Atlabara                                                          | Campeão – Campeonato Sul-Sudanês de Futebol de 2015                                        |
| Essuatíni                                                         | Royal Leopards                                                    | Campeão – Campeonato Suazi de Futebol de 2015–16                                           |
| Tanzânia                                                          | Young Africans                                                    | Campeão – Campeonato Tanzaniano de Futebol de 2015–16                                      |
| Uganda                                                            | KCCA                                                              | Campeão – Campeonato Ugandense de Futebol de 2015–16                                       |
| Zanzibar                                                          | Zimamoto                                                          | Campeão – Campeonato Zanzibarita de Futebol de 2016                                        |
| Zimbabwe                                                          | CAPS United                                                       | Campeão – Campeonato Zimbabuiano de Futebol de 2016                                        |

| Associações que não entraram com uma equipe |
| --- |
| - Benim - Cabo Verde - República Centro-Africana - Chade - Djibuti - Eritreia - Guiné-Bissau - Malawi - Mauritânia - Namíbia - São Tomé e Príncipe - Somália - Togo |

## Calendário
O calendário para a competição é o seguinte:
| Fase           | Rodada            | Data do sorteio                       | Partida de ida                        | Partida de volta                 |
| -------------- | ----------------- | ------------------------------------- | ------------------------------------- | -------------------------------- |
| Qualificação   | Rodada preliminar | 21 de dezembro de 2016 (Cairo, Egito) | 10–12 de fevereiro de 2017            | 17–19 de fevereiro de 2017       |
| Qualificação   | Primeira fase     | 21 de dezembro de 2016 (Cairo, Egito) | 10–12 de março de 2017                | 17–19 de março de 2017           |
| Fase de grupos | Primeira rodada   | 26 de abril de 2017 (Cairo, Egito)    | 12–14 de maio de 2017                 | 12–14 de maio de 2017            |
| Fase de grupos | Segunda rodada    | 26 de abril de 2017 (Cairo, Egito)    | 23–24 de maio de 2017                 | 23–24 de maio de 2017            |
| Fase de grupos | Terceira rodada   | 26 de abril de 2017 (Cairo, Egito)    | 2–4 de junho de 2017                  | 2–4 de junho de 2017             |
| Fase de grupos | Quarta rodada     | 26 de abril de 2017 (Cairo, Egito)    | 20–21 de junho de 2017                | 20–21 de junho de 2017           |
| Fase de grupos | Quinta rodada     | 26 de abril de 2017 (Cairo, Egito)    | 30 de junho – 2 de julho de 2017      | 30 de junho – 2 de julho de 2017 |
| Fase de grupos | Sexta rodada      | 26 de abril de 2017 (Cairo, Egito)    | 7–9 de julho de 2017                  | 7–9 de julho de 2017             |
| Fase final     | Quartas de final  | 26 de abril de 2017 (Cairo, Egito)    | 15–17 de setembro de 2017             | 22–24 de setembro de 2017        |
| Fase final     | Semifinais        | 26 de abril de 2017 (Cairo, Egito)    | 29 de setembro – 1 de outubro de 2017 | 20–22 de outubro de 2017         |
| Fase final     | Final             | 26 de abril de 2017 (Cairo, Egito)    | 28 de outubro de 2017                 | 4 de novembro de 2017            |

O calendário foi alterado do original para as seguintes datas:
- Quartas de final: partida de ida movida de 8–10 de setembro para 15–17 de setembro
- Quartas de final: partida de volta movida de 15–17 de setembro para 22–24 de setembro
- Semifinais: partida de volta movida de 13–15 de outubro para 20–22 de outubro

## Fases de qualificação
O sorteio para esta fase foi realizado em 21 de dezembro de 2016, na sede da CAF no Cairo, Egito.

### Rodada preliminar
| Equipe 1                  | Total       | Equipe 2          | 1.º jogo | 2.º jogo |
| ------------------------- | ----------- | ----------------- | -------- | -------- |
| Kadiogo                   | 3–1         | Diables Noirs     | 3–0      | 0–1      |
| Elá Nguema                | 1–5         | Al-Merrikh        | 0–1      | 1–4      |
| Real Bamako               | 0–4         | Rivers United     | 0–0      | 0–4      |
| Tanda                     | 4–3         | ASFAN             | 3–0      | 1–3      |
| Gorée                     | 1–2         | Horoya            | 0–0      | 1–2      |
| Johansen                  | 1–4         | FUS Rabat         | 1–1      | 0–3      |
| Wa All Stars              | 1–5         | Al-Ahli Trípoli   | 1–3      | 0–2      |
| KCCA                      | 2–2 (gf)    | 1º de Agosto      | 1–0      | 1–2      |
| Mounana                   | 3–0         | Vital'O           | 2–0      | 1–0      |
| Zanaco                    | 1–0         | APR               | 0–0      | 1–0      |
| Ngaya                     | 2–6         | Young Africans    | 1–5      | 1–1      |
| Barrack Young Controllers | 1–1 (7–6 p) | Stade Malien      | 1–0      | 0–1      |
| Zimamoto                  | 3–4         | Ferroviário Beira | 2–1      | 1–3      |
| JS Saoura                 | 1–1 (gf)    | Enugu Rangers     | 1–1      | 0–0      |
| Royal Leopards            | 1–4         | Vita              | 0–1      | 1–3      |
| Ports Authority           | 1–0         | Séwé Sport        | 1–0      | 0–0      |
| CNaPS Sport               | 4–4 (gf)    | Township Rollers  | 2–1      | 2–3      |
| Coton Sport               | 7–2         | Atlabara          | 2–0      | 5–2      |
| Saint-Louisienne          | 3–4         | Bidvest Wits      | 2–1      | 1–3      |
| Lioli                     | 1–2         | CAPS United       | 0–0      | 1–2      |
| Côte d'Or                 | 0–5         | Saint George      | 0–2      | 0–3      |
| Léopards                  | 2–2 (gf)    | UMS de Loum       | 1–0      | 1–2      |
| Tusker                    | 2–3         | Port-Louis 2000   | 1–1      | 1–2      |

### Primeira fase
| Equipe 1          | Total       | Equipe 2                  | 1.º jogo | 2.º jogo |
| ----------------- | ----------- | ------------------------- | -------- | -------- |
| USM Alger         | 2–1         | Kadiogo                   | 2–0      | 0–1      |
| Rivers United     | 3–4         | Al-Merrikh                | 3–0      | 0–4      |
| Étoile du Sahel   | 5–1         | Tanda                     | 3–0      | 2–1      |
| Espérance         | 4–3         | Horoya                    | 3–1      | 1–2      |
| Al-Ahli Trípoli   | 3–3 (gf)    | FUS Rabat                 | 2–0      | 1–3      |
| Mamelodi Sundowns | 3–2         | KCCA                      | 2–1      | 1–1      |
| Wydad             | 1–1 (5–4 p) | Mounana                   | 1–0      | 0–1      |
| Young Africans    | 1–1 (gf)    | Zanaco                    | 1–1      | 0–0      |
| Ferroviário Beira | 2–2 (4–1 p) | Barrack Young Controllers | 2–0      | 0–2      |
| Zamalek           | 5–3         | Enugu Rangers             | 4–1      | 1–2      |
| Ports Authority   | 1–3         | Vita                      | 1–1      | 0–2      |
| Coton Sport       | 2–1         | CNaPS Sport               | 1–0      | 1–1      |
| Al-Ahly           | 1–0         | Bidvest Wits              | 1–0      | 0–0      |
| Mazembe           | 1–1 (gf)    | CAPS United               | 1–1      | 0–0      |
| Léopards          | 0–3         | Saint George              | 0–1      | 0–2      |
| Al-Hilal          | 5–2         | Port-Louis 2000           | 3–0      | 2–2      |

Os 16 vencedores da primeira fase avançaram a fase de grupos, enquanto os 16 perdedores entraram na fase de play-off da Copa das Confederações da CAF de 2017.

## Fase de grupos
O sorteio para esta fase foi realizado em 26 de abril de 2017 às 14:00 (UTC+2) na sede da CAF em Cairo, no Egito.
Na fase de grupos, as 16 equipes foram sorteadas em quatro grupos de quatro equipes cada. Os vencedores e os segundos lugares de cada grupo avançaram para as quartas de final.

### Equipes classificadas
As equipes foram divididas em quatro potes de acordo com o Ranking da CAF. Os pontos são mostrados nos parênteses. Uma equipe de cada pote foi sorteada em cada um dos grupos.
| Pote    | Pote 1                                                                                        | Pote 2                                                                         | Pote 3                                                                                | Pote 4                                                            |
| ------- | --------------------------------------------------------------------------------------------- | ------------------------------------------------------------------------------ | ------------------------------------------------------------------------------------- | ----------------------------------------------------------------- |
| Equipes | - Al-Ahly (45 pts) - Zamalek (36 pts) - Étoile du Sahel (31 pts) - Mamelodi Sundowns (25 pts) | - Al-Hilal (20 pts) - Espérance (20 pts) - Wydad (16 pts) - USM Alger (16 pts) | - Al-Merrikh (14 pts) - CotonSport (12 pts) - Vita (12 pts) - Al-Ahli Trípoli (5 pts) | - Saint George (2 pts) - Ferroviário Beira - Zanaco - CAPS United |

### Grupo A
| Pos. | Equipe                 | Pts | J | V | E | D | GP | GC | SG |
| ---- | ---------------------- | --- | - | - | - | - | -- | -- | -- |
| 1    | Étoile du Sahel        | 12  | 6 | 3 | 3 | 0 | 13 | 4  | +9 |
| 2    | Ferroviário Beira      | 8   | 6 | 2 | 2 | 2 | 6  | 8  | –2 |
| 3    | Al-Merrikh[Nota Sudão] | 7   | 6 | 2 | 1 | 3 | 6  | 9  | –3 |
| 4    | Al-Hilal[Nota Sudão]   | 4   | 6 | 0 | 4 | 2 | 4  | 8  | –4 |

|                   | ESS | ALH | ALM | FB  |
| ----------------- | --- | --- | --- | --- |
| Étoile du Sahel   |     | 1–1 | 3–0 | 5–0 |
| Al-Hilal          | 1–1 |     | 1–1 | 3–0 |
| Al-Merrikh        | 1–2 | 2–1 |     | 2–1 |
| Ferroviário Beira | 1–1 | 0–0 | 1–0 |     |

- Nota Sudão: ^  A FIFA suspendeu a Associação de Futebol do Sudão em 7 de julho de 2017.[11] Como resultado, as equipes Sudanesas não poderão continuar participando de competições internacionais, e tanto como o Al-Merrikh e o Al-Hilal foram eliminados da Liga dos Campeões da CAF.[12] A última partida de cada equipe na fase de grupos foi dada como vitória do oponente por 3–0.

### Grupo B
| Pos. | Equipe          | Pts | J | V | E | D | GP | GC | SG |
| ---- | --------------- | --- | - | - | - | - | -- | -- | -- |
| 1    | USM Alger       | 11  | 6 | 3 | 2 | 1 | 12 | 5  | +7 |
| 2    | Al-Ahli Trípoli | 9   | 6 | 2 | 3 | 1 | 11 | 10 | +1 |
| 3    | Zamalek         | 6   | 6 | 1 | 3 | 2 | 6  | 8  | –2 |
| 4    | CAPS United     | 6   | 6 | 2 | 0 | 4 | 10 | 16 | –6 |

|                 | ZAM | USM | ALA | CAPS |
| --------------- | --- | --- | --- | ---- |
| Zamalek         |     | 1–1 | 2–2 | 2–0  |
| USM Alger       | 2–0 |     | 3–0 | 4–1  |
| Al-Ahli Trípoli | 0–0 | 1–1 |     | 4–2  |
| CAPS United     | 3–1 | 2–1 | 2–4 |      |

### Grupo C
| Pos. | Equipe             | Pts | J | V | E | D | GP | GC | SG |
| ---- | ------------------ | --- | - | - | - | - | -- | -- | -- |
| 1    | Espérance de Tunis | 12  | 6 | 3 | 3 | 0 | 11 | 4  | +7 |
| 2    | Mamelodi Sundowns  | 9   | 6 | 2 | 3 | 1 | 6  | 4  | +2 |
| 3    | Saint George       | 5   | 6 | 1 | 2 | 3 | 2  | 7  | –5 |
| 4    | AS Vita Club       | 5   | 6 | 1 | 2 | 3 | 7  | 11 | –4 |

|                    | MMS | EST | ASV | SG  |
| ------------------ | --- | --- | --- | --- |
| Mamelodi Sundowns  |     | 1–2 | 1–1 | 0–0 |
| Espérance de Tunis | 0–0 |     | 3–1 | 4–0 |
| AS Vita Club       | 1–3 | 2–2 |     | 2–1 |
| Saint George       | 0–1 | 0–0 | 1–0 |     |

### Grupo D
| Pos. | Equipe           | Pts | J | V | E | D | GP | GC | SG  |
| ---- | ---------------- | --- | - | - | - | - | -- | -- | --- |
| 1    | Wydad Casablanca | 12  | 6 | 4 | 0 | 2 | 7  | 3  | +4  |
| 2    | Al-Ahly          | 11  | 6 | 3 | 2 | 1 | 7  | 3  | +4  |
| 3    | Zanaco           | 11  | 6 | 3 | 2 | 1 | 4  | 2  | +2  |
| 4    | Coton Sport      | 0   | 6 | 0 | 0 | 6 | 2  | 12 | –10 |

|                  | ALH | WAC | COT | ZAN |
| ---------------- | --- | --- | --- | --- |
| Al-Ahly          |     | 2–0 | 3–1 | 0–0 |
| Wydad Casablanca | 2–0 |     | 2–0 | 1–0 |
| Coton Sport      | 0–2 | 0–2 |     | 0–1 |
| Zanaco           | 0–0 | 1–0 | 2–1 |     |

## Fase final

### Chaveamento
|  | Quartas de final       | Quartas de final    | Quartas de final    | Quartas de final    |   |                 | Semifinais                     | Semifinais                     | Semifinais                     | Semifinais                     |  |         | Final                         | Final                         | Final                         | Final                         |  |  |
|  | 15 a 24 de setembro    | 15 a 24 de setembro | 15 a 24 de setembro | 15 a 24 de setembro |   |                 | 29 de setembro a 22 de outubro | 29 de setembro a 22 de outubro | 29 de setembro a 22 de outubro | 29 de setembro a 22 de outubro |  |         | 28 de outubro e 4 de novembro | 28 de outubro e 4 de novembro | 28 de outubro e 4 de novembro | 28 de outubro e 4 de novembro |  |  |
|  |                        |                     |                     |                     |   |                 |                                |                                |                                |                                |  |         |                               |                               |                               |                               |  |  |
|  | Al-Ahli Trípoli        | 0                   | 0                   | 0                   |   |                 |                                |                                |                                |                                |  |         |                               |                               |                               |                               |  |  |
|  | Étoile du Sahel        | 0                   | 2                   | 2                   |   |                 |                                |                                |                                |                                |  |         |                               |                               |                               |                               |  |  |
|  | Étoile du Sahel        | 0                   | 2                   | 2                   |   | Étoile du Sahel | 2                              | 2                              | 4                              |                                |  |         |                               |                               |                               |                               |  |  |
|  |                        |                     |                     |                     |   | Étoile du Sahel | 2                              | 2                              | 4                              |                                |  |         |                               |                               |                               |                               |  |  |
|  |                        | Al-Ahly             | 1                   | 6                   | 7 |                 |                                |                                |                                |                                |  |         |                               |                               |                               |                               |  |  |
|  | Al-Ahly                | Al-Ahly             | 1                   | 6                   | 7 | 2               | 2                              | 4                              |                                |                                |  |         |                               |                               |                               |                               |  |  |
|  | Al-Ahly                |                     |                     |                     |   | 2               | 2                              | 4                              |                                |                                |  |         |                               |                               |                               |                               |  |  |
|  | Espérance de Tunis     | 2                   | 1                   | 3                   |   |                 |                                |                                |                                |                                |  |         |                               |                               |                               |                               |  |  |
|  | Espérance de Tunis     | 2                   | 1                   | 3                   |   |                 |                                |                                |                                |                                |  | Al-Ahly | 1                             | 0                             | 1                             |                               |  |  |
|  |                        |                     |                     |                     |   |                 |                                |                                |                                |                                |  | Al-Ahly | 1                             | 0                             | 1                             |                               |  |  |
|  |                        | Wydad Casablanca    | 1                   | 1                   | 2 |                 |                                |                                |                                |                                |  |         |                               |                               |                               |                               |  |  |
|  | Ferroviário Beira      | Wydad Casablanca    | 1                   | 1                   | 2 | 1               | 0                              | 1                              |                                |                                |  |         |                               |                               |                               |                               |  |  |
|  | Ferroviário Beira      |                     |                     |                     |   | 1               | 0                              | 1                              |                                |                                |  |         |                               |                               |                               |                               |  |  |
|  | USM Alger (gf)         | 1                   | 0                   | 1                   |   |                 |                                |                                |                                |                                |  |         |                               |                               |                               |                               |  |  |
|  | USM Alger (gf)         | 1                   | 0                   | 1                   |   | USM Alger       | 0                              | 1                              | 1                              |                                |  |         |                               |                               |                               |                               |  |  |
|  |                        |                     |                     |                     |   | USM Alger       | 0                              | 1                              | 1                              |                                |  |         |                               |                               |                               |                               |  |  |
|  |                        | Wydad Casablanca    | 0                   | 3                   | 3 |                 |                                |                                |                                |                                |  |         |                               |                               |                               |                               |  |  |
|  | Mamelodi Sundowns      | Wydad Casablanca    | 0                   | 3                   | 3 | 1               | 0                              | 1 (2)                          |                                |                                |  |         |                               |                               |                               |                               |  |  |
|  | Mamelodi Sundowns      |                     |                     |                     |   | 1               | 0                              | 1 (2)                          |                                |                                |  |         |                               |                               |                               |                               |  |  |
|  | Wydad Casablanca (pen) | 0                   | 1                   | 1 (3)               |   |                 |                                |                                |                                |                                |  |         |                               |                               |                               |                               |  |  |

### Quartas de final
| Equipe 1          | Total       | Equipe 2           | 1.º jogo | 2.º jogo |
| ----------------- | ----------- | ------------------ | -------- | -------- |
| Al-Ahli Trípoli   | 0–2         | Étoile du Sahel    | 0−0      | 0–2      |
| Al-Ahly           | 4−3         | Espérance de Tunis | 2–2      | 2−1      |
| Ferroviário Beira | 1−1 (gf)    | USM Alger          | 1−1      | 0−0      |
| Mamelodi Sundowns | 1−1 (2–3 p) | Wydad Casablanca   | 1−0      | 0−1      |

Jogos de ida
| 16 de setembro | Ferroviário Beira | 1 - 1 | USM Alger       | Estádio do Chiveve , Beira Moçambique       |
|                | F. Kanda 89'      |       | O. Darfalou 63' | Público: 6,000 Árbitro: Hamada Nampiandraza |

| 16 de setembro | Al Ahly                             | 2 - 2 | Espérance                        | Estádio Borg El Arab , Alexandria Egito  |
|                | A. Said 12' (pênalti) A. Azarou 67' |       | F. Coulibaly 21' G. Chaalali 49' | Público: 25,000 Árbitro: Malang Diedhiou |

| 17 de setembro | Al Ahly Tripoli | 0 - 0 | Étoile du Sahel | Estádio Borg El Arab , Alexandria Egito |
|                |                 |       |                 | Público: 550 Árbitro: Mehdi Abid Charef |

| 17 de setembro | Mamelodi Sundowns | 1 - 0 | Wydad | Estádio Loftus Versfeld , Pretoria África do Sul |
|                | Yannick Zakri 71' |       |       | Público: 27,000 Árbitro: Bamlak Tessema Weyesa   |

Jogos de volta
| 23 de setembro | USM Alger | 0 - 0 | Ferroviário Beira | Estádio 5 de Julho de 1962 , Argel Argélia |
|                |           |       |                   | Público: 35,000 Árbitro: Bakary Gassama    |

| 23 de setembro | Espérance                 | 1 - 2 | Al Ahly                     | Estádio Olímpico de Radès , Tunes Tunísia |
|                | T. Khenissi 39' (pênalti) |       | A. Maâloul 50' J. Ajayi 62' | Público: 40,000 Árbitro: Néant Alioum     |

| 23 de setembro | Wydad        | 1 - 0 | Mamelodi Sundowns | Estádio Príncipe Moulay Abdellah , Rabat Marrocos |
|                | S. Saidi 26' |       |                   | Público: 45,000 Árbitro: Ali Lemghaifry           |

|                                                |       | Penalidades                                        |  |
| A. Atouchi A. Khadrouf A. Bencharki O. Ounajem | 3 – 2 | G. Lebese Percy Tau M. Matjeka Y. Zakri A. Bangaly |  |

| 24 de setembro | Étoile du Sahel   | 2 - 0 | Al Ahly Tripoli | Estádio Olímpico de Sousse , Sousse Tunísia |
|                | Amr Marey 14' 47' |       |                 | Público: 20,000 Árbitro: Janny Sikazwe      |

### Semifinais
| Equipe 1        | Total | Equipe 2         | 1.º jogo | 2.º jogo |
| --------------- | ----- | ---------------- | -------- | -------- |
| Étoile du Sahel | 4−7   | Al-Ahly          | 2–1      | 2−6      |
| USM Alger       | 1–3   | Wydad Casablanca | 0−0      | 1–3      |

Jogos de ida
| 29 de setembro | USM Alger | 0 - 0 | Wydad | Estádio 5 de Julho de 1962 , Argel Argélia |
|                |           |       |       | Público: 62,000 Árbitro: Sidi Alioum       |

| 01 de Outubro | Étoile du Sahel              | 2 - 1 | Al Ahly      | Estádio Olímpico de Sousse , Sousse Tunísia |
|               | A.brigui 16' M. Ben Amor 73' |       | 66' S. Gomaa | Público: 22,000 Árbitro: Eric Otogo-Castane |

Jogos de volta
| 21 de outubro | Wydad                                | 3 - 1 | USM Alger         | Estádio Mohamed V , Casablanca Marrocos  |
|               | El Karti 26' A. Bencharki 54', 90+3' |       | A. Abdellaoui 67' | Público: 60,000 Árbitro: Malang Diedhiou |

| 22 de outubro | Al Ahly                                                               | 6 - 2 | Étoile du Sahel             | Estádio Borg El Arab , Alexandria Egito |
|               | A. Maâloul 2' W. Azaro 23', 39', 48' H. Nagguez 59' (GC) R. Rabia 63' |       | R. Bedoui 51' Y. Msakni 90' | Público: 50,000 Árbitro: Victor Gomes   |

### Finais
Jogo de ida
| 28 de outubro | Al Ahly      | 1 - 1 | Wydad            | Estádio Borg El Arab , Alexandria Egito        |
|               | M.Zakaria 3' |       | 16' A. Bencharki | Público: 60,000 Árbitro: Bamlak Tessema Weyesa |

Jogo de volta
| 04 de novembro | Wydad        | 1 - 0 | Al Ahly | Estádio Mohamed V , Casablanca Marrocos |
|                | El Karti 69' |       |         | Público: 65,000 Árbitro: Bakary Gassama |

Técnicos
- Hossam El Badry : Al Ahly
- Hussein Ammouta : Wydad

Agregado
| Equipe 1 | Resultado | Equipe 2 |
| -------- | --------- | -------- |
| Wydad    | 2-1       | Al Ahly  |

## Premiação
| Liga dos Campeões da CAF de 2017     |
| Marrocos                             |
| ------------------------------------ |
| Wydad Casablanca Campeão (2º título) |